# Saint John of Las Vegas
Pour plus de détails, voir Fiche technique et Distribution.
Saint John of Las Vegas est un film américain réalisé par Hue Rhodes, sorti en 2009.

## Synopsis
John, un joueur compulsif, tente de se débarrasser de son addiction en déménageant de Las Vegas à Albuquerque, où il trouve un travail dans une compagnie d'assurances. Il est cependant très vite envoyé à Las Vegas, avec son partenaire Virgil, pour y enquêter sur un étrange accident de la route.

## Fiche technique
- Réalisation : Hue Rhodes
- Scénario : Hue Rhodes
- Photographie : Giles Nuttgens
- Montage : Annette Davey
- Musique : David Torn
- Pays d'origine :  États-Unis
- Langue originale : anglais
- Format : couleur - 2,35:1 - Dolby
- Genre : comédie dramatique
- Durée : 85 minutes
- Dates de sortie : 
  -  États-Unis : 10 juin 2009 (festival du film de CineVegas) ; 29 janvier 2010 (sortie limitée)

## Distribution
- Steve Buscemi : John
- Romany Malco : Virgil
- Sarah Silverman : Jill
- Peter Dinklage : Mr Townsend
- Tim Blake Nelson : Ned
- John Cho : Smitty
- Emmanuelle Chriqui : Tasty D Lite
- Danny Trejo : Bismarck

## Accueil
Le film n'a connu qu'une sortie limitée dans 14 salles aux États-Unis et a rapporté 102 645 $ au box-office américain.
Il obtient 23 % de critiques positives, avec une note moyenne de 4,3/10 et sur la base de 52 critiques collectées, sur le site Rotten Tomatoes. Sur Metacritic, il obtient un score de 32/100, sur la base de 21 critiques collectées.